# Präsidentschafts- und Parlamentswahl in Kenia 2002
Die Präsidentschafts- und Parlamentswahl in Kenia 2002 fand am 27. Dezember statt. Bei ihr wurden der Staatspräsident und die Mitglieder der Nationalversammlung gewählt.
Das Oppositionsbündnis National Rainbow Coalition (NARC) errang dabei mehr als die Hälfte aller Stimmen und verwies die bisherige Regierungspartei Kenya African National Union (KANU) auf den zweiten Platz.

## Wahlablauf
Vor der Wahl schloss sich ein großer Teil der Opposition in der National Alliance Party of Kenya (NAK) zusammen. Deren stärkste Kraft war die Democratic Party (DP) von Mwai Kibaki mit ihrer Basis im Kikuyuland, ergänzt durch 13 kleinere Parteien. Eine weitere Oppositionspartei war Forum for the Restoration of Democracy - People (FORD-People) mit ihrer Stimmbasis in Kisii.
Nachdem Daniel arap Moi im Dezember 2002 aus verfassungsrechtlichen Gründen nicht mehr antreten konnte, setzte er Uhuru Kenyatta, den Sohn von Jomo Kenyatta, des ersten Präsidenten Kenias, als Präsidentschaftskandidaten der Regierungspartei KANU durch. Dies hatte eine Abspaltung von der Partei zur Folge; die erst kurz zuvor der KANU beigetretenen Abgeordneten der ehemaligen National Development Party unter Raila Odinga traten zusammen mit weiteren KANU-Politikern aus und firmierten unter dem Namen LDP. Die LDP wiederum schloss sich sehr schnell mit der National Alliance Party of Kenya unter Kibaki zusammen und formierte die National Rainbow Coalition (NARC).
Die Partner trafen Vereinbarungen, die in einem „Memorandum of Understanding“ festgelegt wurden: Kibaki als Kandidat für das Amt des Präsidenten, Odinga für das zu schaffende Amt eines Premierministers, jeweils die Hälfte der Regierungsposten für LDP und NAK, Verabschiedung einer neuen Verfassung innerhalb von 100 Tagen. Dieses breite Bündnis gewann am 27. Dezember 2002 mit seinem Spitzenkandidaten, dem Oppositionsführer und Mois früherem Vizepräsidenten Mwai Kibaki, die Präsidentschaftswahlen. Die von Kibaki angeführte Regenbogen-Koalition (NARC) erhielt bei den gleichzeitig durchgeführten Parlamentswahlen ebenfalls die absolute Mehrheit (122 von 212 Mandaten). Dabei bildeten die Abgeordneten der LDP die weitaus größte Gruppe der NARC-Fraktion. Die Opposition wurde im Wesentlichen aus KANU und der in Kisii regional erfolgreichen Partei FORD-People gestellt.

## Ergebnis

### Präsidentschaftswahl
| Kandidaten                   | Parteien                                                 | Stimmen    | %    |
| ---------------------------- | -------------------------------------------------------- | ---------- | ---- |
| Mwai Kibaki                  | National Rainbow Coalition (LDP – DP – FORD–Kenya – NPK) | 3.647.658  | 62,2 |
| Uhuru Kenyatta               | Kenya African National Union                             | 1.836.055  | 31,3 |
| Simeon Nyachae               | FORD – People                                            | 345.161    | 5,9  |
| James Orengo                 | Social Democratic Party                                  | 24.568     | 0,4  |
| David Ng’ethe                | Chama Cha Uma                                            | 10.030     | 0,2  |
| Gesamt                       | Gesamt                                                   | 5.863.472  | 100  |
|                              |                                                          |            |      |
| Ungültige Stimmen            | Ungültige Stimmen                                        | 113.905    | 1,9  |
| Wähler                       | Wähler                                                   | 5.977.377  | 57,2 |
| Wahlberechtigte              | Wahlberechtigte                                          | 10.451.150 |      |
|                              |                                                          |            |      |
| Quelle: Electoral Commission |                                                          |            |      |

### Parlamentswahl
| Listen                                                                   | Stimmen | %   | Mandate |
| ------------------------------------------------------------------------ | ------- | --- | ------- |
| National Rainbow Coalition (LDP – DP – FORD–Kenya – NPK)                 | –       | –   | 125     |
| Gesamt                                                                   | 0       | 100 | 222     |
|                                                                          |         |     |         |
| Quellen: Electoral Commission, Ergebnis nach Wahlkreisen – nach Parteien |         |     |         |

- National Rainbow Coalition, Mandate: 59 LDP; 39 DP; 21 FORD–Kenya; 6 NPK[3].

## Folgen
Kibaki trat sein Amt gemäß der geltenden Verfassung mit der Machtfülle seines Vorgängers an. Bei der Ernennung der Regierung hielt er sich nicht an die Absprache, die Hälfte der Posten an die LDP zu vergeben. Zu Beginn der Amtszeit kam es zu öffentlich stark wahrgenommenen Maßnahmen zur Korruptionsbekämpfung, wie der Entlassung von Richtern, und der Einsetzung einer öffentlichen tagenden Untersuchungskommission zum Goldenberg-Skandal. Gleichzeitig aber geriet der Prozess der Verfassungsüberarbeitung schnell ins Stocken. Die in der NARC vereinbarten Änderungen umfassten den Wechsel vom Präsidentialsystem zu einer parlamentarischen Regierung. Insbesondere die Beschneidung der Macht des Präsidenten und Schaffung des Amtes eines Premierministers, für das Odinga vorgesehen war, stießen in den Kreisen um den Präsidenten auf Widerstand. Die von einem repräsentativen Volkskongress ausgearbeitete Verfassung scheiterte im Parlament.
Damit war der Grund für den Verfall der NARC-Koalition gelegt. Die LDP forderte immer wieder die Koalitionsvereinbarungen ein, und Kibaki stützte sich zunehmend auf Teile der KANU- und FORD-Abgeordneten im Parlament.
Schließlich legte die Regierung einen Verfassungsentwurf vor, um so das Wahlversprechen verspätet doch noch einzulösen. KANU und LDP lehnten den Entwurf ab, weil in ihm die Rechte des Präsidenten nur wenig beschnitten waren.